# Jens Munk Island
Jens Munk Island er en ø i Nunavut, Canada, nær øen Baffin Island. Øen er opkaldt efter den dansk-norske opdagelsesrejsende Jens Munk som søgte efter Nordvestpassagen i 1619-20. Øen har et areal på 920 km².
69°39′N 80°04′V / 69.65°N 80.07°V